# Sommerdage paa Graasten Slot
|  | Denne artikel er oprettet af botten Steenthbot ud fra en ekstern database. Den kan derfor have sproglige fejl eller mangler. Denne skabelon kan fjernes efter kontrol af indholdet. |

Sommerdage paa Graasten Slot er en dansk dokumentarisk optagelse fra 1950.

## Handling
Kong Frederik 9. og dronning Ingrid holder sommerferie med de tre prinsesser på Gråsten Slot i 1947. Kongen og dronningen deltager i aktiviteter og er på togt med Kongeskibet Dannebrog. Bl.a. besøger de Kronborg Slot i Helsingør. Sommeren 1950: Winston Churchill og hans hustru er gæster på Fredensborg Slot, hvor også Dronning Alexandrine er med. Churchill er i Danmark, fordi han skal udnævnes til æresdoktor i filosofi på Københavns Universitet.

## Medvirkende
- Kong Frederik IX
- Dronning Ingrid
- Dronning Margrethe II
- Prinsesse Benedikte
- Prinsesse Anne-Marie
- Dronning Alexandrine
- Winston Churchill